# 渋江勝
渋江 勝（しぶえ まさる、1974年4月21日 - ）は、日本の俳優、声優。栃木県出身。SAP剣武会所属。

## 出演作品

### テレビドラマ
- 金曜エンタテイメント 浅見光彦シリーズ第9作「斎王の葬列」（1999年10月8日、フジテレビ）※フジテレビ・榎木孝明版
- はみだし刑事情熱系（テレビ朝日）
- はみだし刑事情熱系 PART4 第5話（1999年11月3日）
- はみだし刑事情熱系 PART5 第12話（2000年12月27日）
- 月曜ドラマスペシャル グルメミステリー 漫画家・真行寺華美の殺人レシピ 第2作（2000年1月31日、TBS）
- 火曜サスペンス劇場 街の医者・神山治郎 第1作「輸血ミス」（2001年2月13日、日本テレビ）
- 木曜ミステリーシアター 秘密諜報員 エリカ MISSION 9（2011年12月1日、よみうりテレビ） - 浦本 役

### 特撮
- 電磁戦隊メガレンジャー（1997年2月14日 - 1998年2月15日、テレビ朝日）
- 燃えろ!!ロボコン（1999年1月31日 - 2000年1月23日、テレビ朝日）
- 救急戦隊ゴーゴーファイブ（1999年2月21日 - 2000年2月6日、テレビ朝日）
- 未来戦隊タイムレンジャー Case File 24（2000年7月30日、テレビ朝日）
- 魔弾戦記リュウケンドー（2006年1月8日 - 12月31日、テレビ愛知）
- トミカヒーロー レスキューフォース（2008年4月5日 - 2009年3月28日、テレビ愛知） - R3 役 ※スーツアクター[1]
- トミカヒーロー レスキューファイアー（2009年4月4日 - 2010年3月27日、テレビ愛知） - ファイアー5 役 ※スーツアクター[2]

### 映画
- 仮面ライダー×スーパー戦隊 スーパーヒーロー大戦（2012年4月21日、監督：金田治、東映）※スーツアクター

### CM
- WOWOW

### テレビアニメ
2001年
- も〜っと! おジャ魔女どれみ（客C）
- デジモンテイマーズ（大学生）